# یوهان ماریا فارینا
یوهان ماریا فارینا (فرانسوی: Johann Maria Farina‎; ۸ دسامبر ۱۶۸۵ – ۲۵ نوامبر ۱۷۶۶) عطار و ایتالیایی‌تبار اهل کلن آلمان بود. او سازنده نخستین ادوکلن است.